# Pemunsaari
Pemunsaari är en ö i Finland. Den ligger i sjön Niemisvesi och Pemu och i kommunen Etseri i den ekonomiska regionen  Kuusiokunnat  och landskapet Södra Österbotten, i den centrala delen av landet, 270 km norr om huvudstaden Helsingfors. Öns area är 2,3 hektar och dess största längd är 230 meter i nord-sydlig riktning.